# Armand Assante

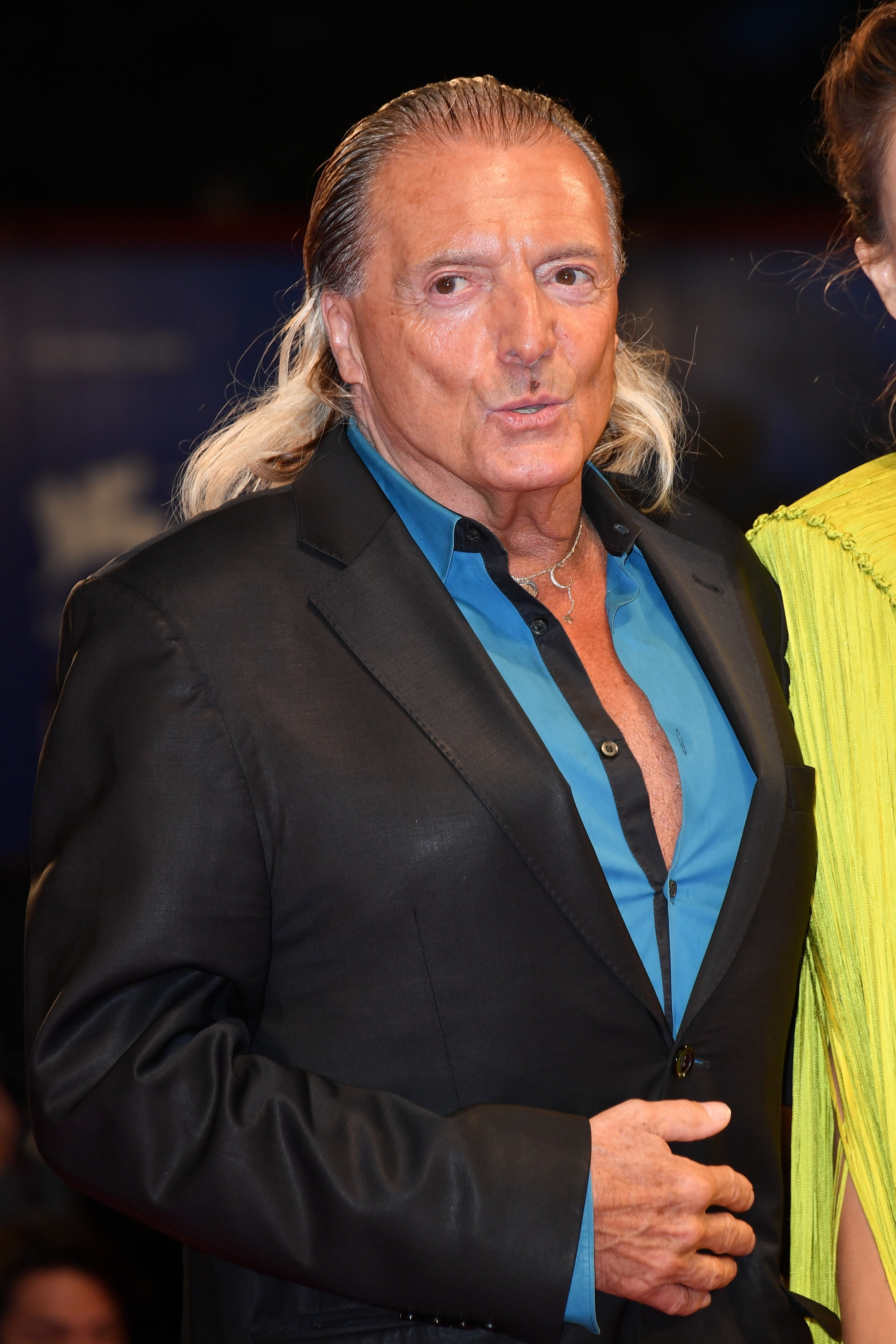
Armand Assante (2018)

Armand Anthony Assante, Jr. (* 4. Oktober 1949 in New York City) ist ein US-amerikanischer Schauspieler.

## Leben
Die Mutter von Assante entstammt einer irischen, der Vater einer italienischen Familie. Armand Assante besuchte die Cornwall Central High School, danach studierte er an der American Academy of Dramatic Arts in New York. Er debütierte 1974 in dem Film Brooklyn Blues – Das Gesetz der Gosse mit dem damals noch unbekannten Sylvester Stallone. Assante spielte in einer winzigen Nebenrolle einen Gast auf einer Hochzeit. In der Komödie Schütze Benjamin (1980) hatte er neben Goldie Hawn eine größere Rolle, in dem Filmdrama Love and Money (1982) war er neben Ornella Muti und Klaus Kinski zu sehen. Mit dem Kriminalfilm Hands of a Stranger (1987) folgte eine Hauptrolle neben Ben Affleck. Beachtung fand seine Leistung in dem zweiteiligen Fernsehfilm Jack the Ripper (1988), für die er Nominierungen für Golden Globe und Emmy erhielt. In dem preisgekrönten Film Jimmy Hoffa (1992) spielte er neben Jack Nicholson und Danny DeVito. Seine meistbeachtete Rolle war die des Mafia-Bosses John Gotti in Der Untergang der Cosa Nostra (1996). Für die Darstellung des Gangsters erhielt er den Emmy und Nominierungen für Golden Globe und Screen Actors Guild Award.
Assante war von 1982 bis 1994 mit Karen McArn verheiratet. Er hat zwei Töchter. Sein Wirken umfasst mehr als 100 Film- und Fernsehproduktionen.

## Filmografie (Auswahl)
- 1974: Brooklyn Blues – Das Gesetz der Gosse (The Lord’s of Flatbush)
- 1978: Vorhof zum Paradies (Paradise Alley)
- 1979: Prophezeiung (Prophecy)
- 1980: Kleine Biester (Little Darlings)
- 1980: Schütze Benjamin (Private Benjamin)
- 1982: Ich, der Richter (I, the Jury)
- 1982: Love and Money
- 1983: Die Macht der Mächtigen (Rage of Angels)
- 1987: Napoleon und Josephine (Napoleon and Josephine: A Love Story) (TV-Miniserie)
- 1987: Hands of a Stranger – Ein Mann nimmt Rache (Hands of a Stranger)
- 1988: Jack the Ripper – Das Ungeheuer von London (Jack the Ripper) (Fernsehfilm)
- 1989: Avatar – Wiedergeburt des Bösen (Eternity)
- 1990: Tödliche Fragen (Q & A)
- 1991: Die blonde Versuchung (The Marrying Man)
- 1992: Mambo Kings (The Mambo Kings)
- 1992: Jimmy Hoffa (Hoffa)
- 1992: 1492 – Die Eroberung des Paradieses (1492: Conquest of Paradise)
- 1993: Crazy Instinct (Fatal Instinct)
- 1994: Die Geschworene – Verurteilt zur Angst (Trial by Jury)
- 1995: Judge Dredd
- 1995: David Balfour: Zwischen Freiheit und Tod (Kidnapped)
- 1996: Striptease
- 1996: Der Untergang der Cosa Nostra (Gotti)
- 1997: Die Abenteuer des Odysseus (The Odyssey)
- 1999: Hunley – Tauchfahrt in den Tod (The Hunley)
- 2000: USS Charleston – Die letzte Hoffnung der Menschheit (On the Beach)
- 2001: After the Storm
- 2001: Hell’s Kitchen (One Eyed King)
- 2002: Federal Protection – Im Visier der Mafia (Federal Protection)
- 2005: Dot.Kill – Digital reaper
- 2005: Kommando Stählerner Tiger (Zerkalnie voyni: Otrazhenie pervoye)
- 2005: Das schnelle Geld (Two for the Money)
- 2006: Navy CIS (NCIS) (Fernsehserie, 5 Folgen)
- 2006: Funny Money
- 2006: Emergency Room – Die Notaufnahme (ER) (Fernsehserie, 4 Folgen)
- 2006: Kontrolle – Die neue Form des Tötens (Surveillance)
- 2007: American Gangster
- 2007: Children of Wax
- 2007: The Lost (Fernsehfilm)
- 2007: Und Nietzsche weinte (When Nietzsche Wept)
- 2008: Shark Swarm – Angriff der Haie (Shark Swarm) (Fernsehfilm)
- 2009: La Linea – The Line
- 2009: Chicago Overcoat
- 2009: Destination Death
- 2009: Das Chaos Experiment (The Steam Experiment)
- 2009: Vampirkiller – Untote pflastern ihren Weg (The Bleeding)
- 2010: Human Target (Fernsehserie, Folge 1x12)
- 2010: Chuck (Fernsehserie, 2 Folgen)
- 2010: Schattenkommando (Shadows in Paradise)
- 2011: The Return of Joe Rich
- 2013: Dead Man Down
- 2013: Once Upon a Time in Brooklyn
- 2014: See you in Montevideo (Montevideo, vidimo se!)
- 2015: Law & Order: Special Victims Unit (Fernsehserie, Folge 16x12)
- 2017: The Neighborhood
- 2018: DARC
- 2020: The Match
- 2022: Sugar

## Auszeichnungen und Nominierungen

### Emmy Awards
- 1989 – Nominiert Primetime Emmy Award bester Nebendarsteller – Miniserie oder Spielfilm in Jack the Ripper – Das Ungeheuer von London
- 1996 – Ausgezeichnet Primetime Emmy Award bester Hauptdarsteller – Miniserie oder Spielfilm in Der Untergang der Cosa Nostra

### Golden Globe Awards
- 1989 – Nominiert Golden Globe Award für den Besten Nebendarsteller – Serie, Mini-Serie oder TV-Film in Jack the Ripper – Das Ungeheuer von London
- 1991 – Nominiert Golden Globe Award für den besten Nebendarsteller in Tödliche Fragen
- 1997 – Nominiert Golden Globe Award für den Besten Nebendarsteller – Serie, Mini-Serie oder TV-Film in Der Untergang der Cosa Nostra
- 1998 – Nominiert Golden Globe Award für den Besten Nebendarsteller – Serie, Mini-Serie oder TV-Film in Die Abenteuer des Odysseus

### Screen Actors Guild Awards
- 1997 – Nominiert – Screen Actors Guild Award für den besten Darsteller in einem Fernsehfilm oder Miniserie in Der Untergang der Cosa Nostra

Im Jahre 2010 erhielt Assante einen Stern auf dem Italian Walk of Fame in Toronto, Kanada.